# Гонта (яхта)
«Ґо́нта» — легендарна українська яхта з вітрильним оснащенням «бермудський шлюп».

## Історія яхти
Будівництво яхти розпочалось у 1977 році. Яхту «Ґонта» спустили на воду в 1981 році. У будівництві брали участь: Юрій Бондар, Олексій Грищенко, Микола Мітін, Ігор Мироненко, Валерій Деймонтович, Олег Третьяков, Валерій Петущак, Микола Піляк, Валерій Обухов. Названа на честь одного з лідерів Коліївщини — Івана Ґонти.

## Участь у змаганнях
У 1982 році яхта «Ґонта» вперше взяла участь у кубку «Енергетика», де посіла перше місце, що дуже вразило київських яхтсменів.
У 1983 яхта вперше взяла участь у регаті «Кубок Великого Дніпра», а потім у регаті великий «Кубок Чорного моря».
1984—1986 роки — Великий «Кубок Чорного моря».
1985 — участь у «Кубку Чорного моря» в класі однотонників у складі 14 яхт, «Ґонта» зайняла II місце, обійшовши 5 майстрів спорту СРСР та 6 кандидатів у майстри спорту. В результаті капітану Олексію Грищенку та помічникові Валерію Петущаку Держкомспорт СРСР надав звання «Майстер спорту СРСР», яхтові начальники Микола Мітін та Юрій Кропивко стали кандидатами у майстри, а матроси Ігор Мироненко і Сергій Парамонов — першорозрядниками.
Двічі, у 1988 і в 1989 роках, яхта «Ґонта» була першою в міжнародній вітрильній регаті ім. Димитрова (Болгарія).
У 1988 — «Кубок Чорного моря».
У 1990 — «Кубок Великого Дніпра» і «Кубок Чорного моря».
У 1991 році яхта на теплоході доставлена до Австралії для участі в гонках Мельбурн — Осака (Японія). До старту яхта запізнилася. Після річної стоянки в Австралії екіпаж у складі двох осіб 1 вересня 1992 вийшов з п. Брум і 22 лютого 1993 прибув до м. Одеси. Крім того, всі роки існування, яхта постійно брала участь у перегонах, проведених у Києві, посідала призові місця. У чемпіонаті України 2005 року екіпаж яхти посів друге місце.

## Екіпаж
У різні роки в екіпажі «Ґонти»:
- Юрій Бондар — побудував яхту «Купава», яка успішно виступає в регатах і побувала в далеких спортивних плаваннях;
- Валерій Петущак — удвох з дружиною протягом 4 років перебував у плаванні навколо світу на яхті «Лелітка» («Берендей»);
- Євген Платон — капітан яхти «Гетьман Сагайдачний», яка брала участь у навколосвітній вітрильній регаті «Вітбред-93»;
- Віктор Камкін побудував яхту «Дніпро» за лекалами «Ґонти».

З 1981 по 1988 роках капітаном яхти «Ґонта» був Олексій Грищенко. У 1989 році капітан яхти «Фазісі» Олексій Грищенко трагічно загинув у Пунта-дель-Есте (Уругвай) після першого етапу навколосвітки «Вітбред-89». З 1988 року капітан «Ґонти» Микола Мітін.